# Aristobia horridula
Aristobia horridula är en skalbaggsart som först beskrevs av Hope 1831.  Aristobia horridula ingår i släktet Aristobia och familjen långhorningar.
Artens utbredningsområde är:
- Burma.
- Nepal.

Inga underarter finns listade.